# Palms
Palms — американская рок-группа, образованная в 2011 году. В группу входят вокалист Deftones Чино Морено и три участника пост-метал группы Isis: басист Джек Кексайд, ударник Аарон Хэрис и гитарист Брайант Клиффорд Мейер.
После развала Isis в 2010 году Кексайд, Хэрис и Мэер решили продолжить свою музыкальную карьеру. Затем к группе присоединился Морено. Позже он сказал в интервью:

Я был фанатом ISIS, мне нравился их звук. Мне нравится участвовать с ними в одном проекте и разделять с ними удовольствие.
Оригинальный текст (англ.)Being a huge ISIS fan I’ve always dug the moods these dudes convey with their sound. I am excited to combine my sense of creativity with theirs, and to have fun doing so.
— 
Также бывшие участники Isis решили расширить звучание группы до распада. Кексайд считал, что многим понравится звучание Isis с вокалом Чино. Музыканты специально отклонились от таких аспектов Isis, как динамики. Кексайд заявлял, что когда он писал песни, он мечтал не показывать их Isis, и хотя они и не относились к поп-музыке, но были близки к этому.
Группа записала свой дебютный альбом с таким же названием, который должен был выйти в 2012, но вышел только 25 июля 2013 года на лейбле Ipecac Recordings. Хэрис занялся записью и миксингом альбома. В июле 2013 года группа провела 4 концерта в Калифорнии в поддержку альбома.

## Состав
- Джек Кексайд – бас-гитара
- Аарон Хэрис – ударные
- Браянт Клиффорд Мэер – гитара, клавишные
- Чино Морено – вокал, гитара
- Чак Дум – клавишные, бас-гитара (сессионный музыкант)

## Дискография
- Palms